# HD 83183
О звезде H Киля см. H Киля

HD 83183, также известная как h Киля (h Car) — звезда в созвездии Киля. Звезда является бело-голубым гигантом спектрального класса B, и имеет видимый блеск +4.08 звёздной величины. Звезда расположена приблизительно в 1980 световых годах от Земли.